# 司马休
司马休（？—？），河内郡温县（今河南省焦作市温县）人，曹魏舞阳成侯司马防七世孙，散骑常侍、章武王司马滔之子，东晋宗室、官员。

## 生平
司马休承袭父爵章武王。苏峻之乱发生后，司马休在咸和二年十二月壬子（327年12月31日）与彭城王司马雄一起背叛朝廷，投奔苏峻，之后司马休战死，章武王由弟弟司马珍继承。